# Rynek producenta
Rynek producenta (również rynek dostawcy) – sytuacja rynkowa, w której producenci określają cechy i warunki na jakich sprzedawane są ich produkty, ze względu na brak innych dostawców.
Ze względu na istniejące braki rynkowe, producenci nie są zmuszeni do zabiegania o klientów, ponieważ praktycznie wszystko, co wytworzą, zostanie przez nabywców wykupione. Nie zachodzi konkurencja pomiędzy producentami, a wszelkie warunki rynkowe są dyktowane przez producentów.
Rynek producenta jest przeciwieństwem rynku konsumenta.